# 凯撒·库尼科夫号

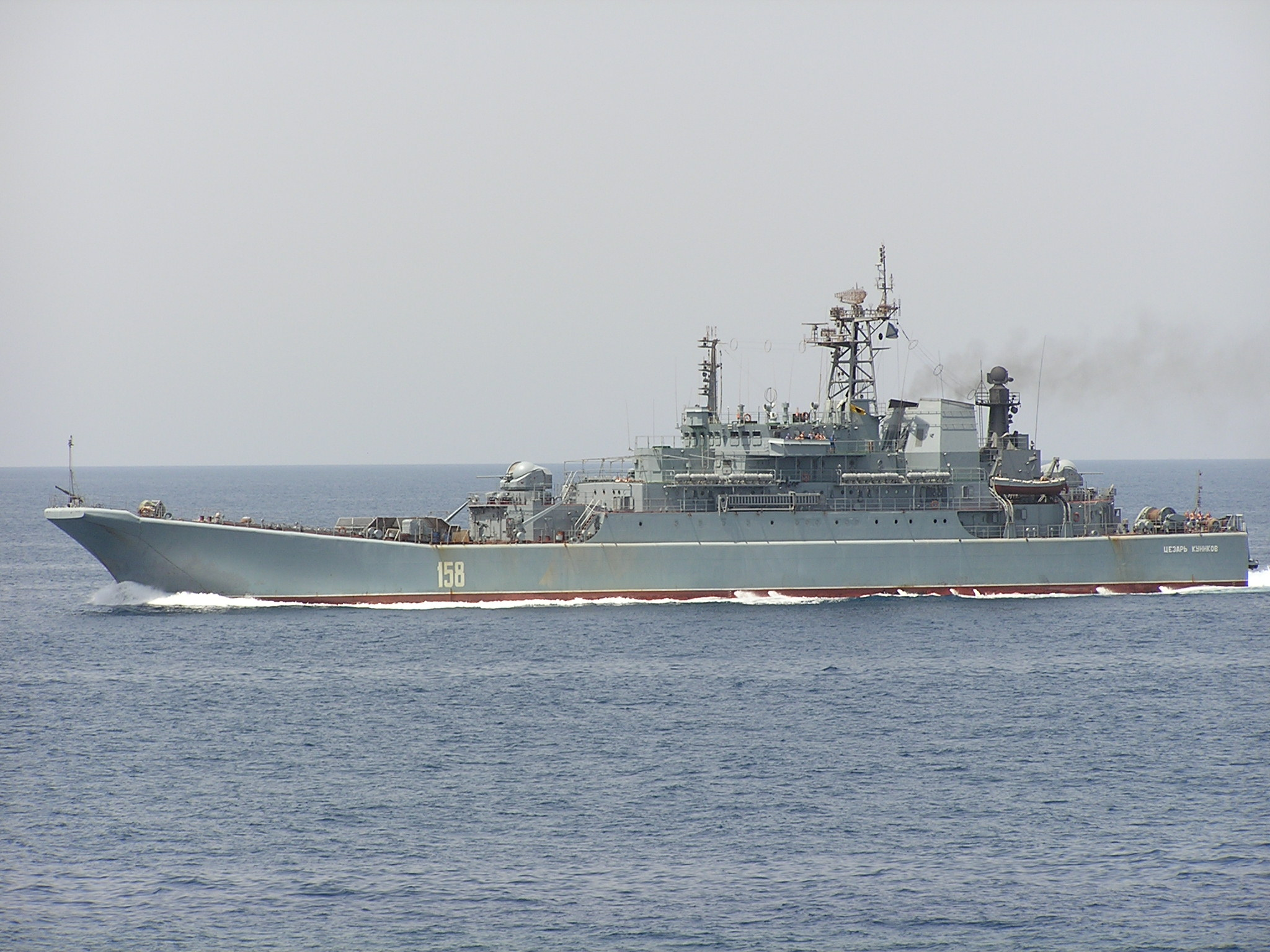
凯撒·库尼科夫号

凯撒·库尼科夫号 （羅馬化："Tsezar Kunikov"）是俄罗斯海军的一艘坦克登陸艦，属于775工程大型登陆舰项目（北约代号为“蟾蜍级大型登陆舰”）。该登陸艦在格但斯克的格但斯克造船厂建造，並于1986年10月30日下水，以苏联海军步兵凯撒·库尼科夫的名字命名。之後該登陸艦成為黑海艦隊的一員，其母港位於克里米亞塞瓦斯托波爾。2024年2月14日，乌克兰武装部队总参谋部宣布，凯撒·库尼科夫号被烏克蘭國造無人水面載具MAGURA V5击沉。